# 1822 en Lorraine
Chronologie de la Lorraine
- 1818
- 1819
- 1820
- 1821
- 1822
- 1823
- 1824
- 1825
- 1826

Cette page est une liste d'événements qui se sont produits durant l'année 1822 en Lorraine.

## Événements

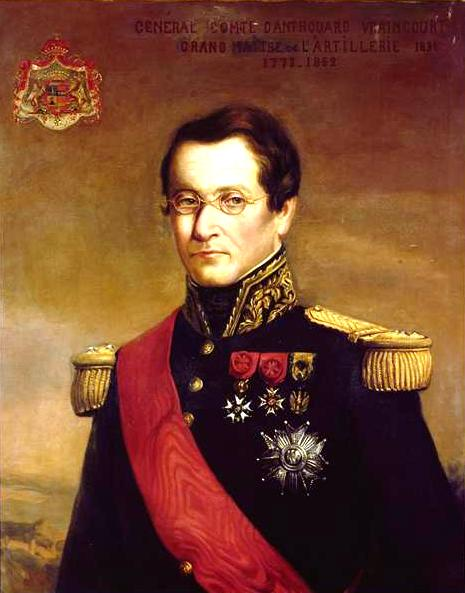
Général Comte d'Anthouard Vraincourt, grand maître de l'artillerie (1773-1852).

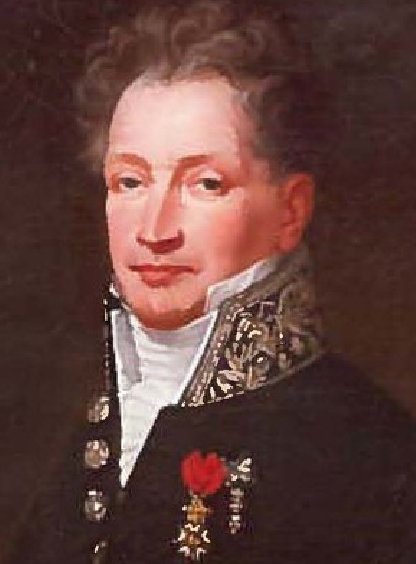
Jean Baptiste Joseph de Lardemelle.

- Fondation à Verdun (Meuse) de la Société philomathique de Verdun[1].
- Début de la production de Fonte au Coke dans les hauts-fourneaux de Wendel de Hayange[2],[3].
- Christophe Mathieu de Dombasle[4] fonde l'établissement agricole de Roville-devant-Bayon, lieu d'enseignement, d'expérimentation de nouvelles méthodes d'exploitation et de mise au point de nouveaux matériels dont sa célèbre charrue[2].

- 16 mai : Charles Nicolas d'Anthouard de Vraincourt élu député du département de la Meuse (de tendance centre gauche), jusqu'au 25 février 1824.
- 20 novembre : sont élus députés du collège de département de la Moselle : François Durand de Tichemont : conservateur des eaux et forêts, élu du 4e arrondissement de la Moselle (Sarreguemines). Il siège dans la contre-opposition royaliste, votant à plusieurs reprises contre les ministres; Jean Baptiste Joseph de Lardemelle, il est élu par le collège départemental, avec 106 voix sur 198 votants, soit 54 % des suffrages exprimés et Jean-Baptiste Pierre de Semellé élu du 4e arrondissement électoral de la Moselle (Sarreguemines).

## Naissances
- 19 février à Lunéville : Christophe Victor Vilmette, décédé à Lunéville le 7 janvier 1911, général de division français.
- 6 avril à Nancy : Édouard Sommer, mort le 5 août 1866 à Paris , philologue, grammairien, traducteur, lexicographe et pédagogue français.
- 22 avril à Raon-l'Étape : Jean-Joseph Marchal, mort à Bourges en 1892, évêque catholique français, évêque de Belley en 1875 puis archevêque de Bourges en 1880.
- 20 mai à Phalsbourg : Émile Erckmann, mort le 14 mars 1899 à Lunéville, écrivain français.
- 22 mai à Nancy : Edmond Huot de Goncourt, mort à Champrosay (Essonne) le 16 juillet 1896 dans la maison d'Alphonse Daudet, écrivain français, fondateur de l'Académie Goncourt qui décerne chaque année le prix du même nom. Une partie de son œuvre fut écrite en collaboration avec son frère, Jules de Goncourt. Les ouvrages des frères Goncourt appartiennent au courant du naturalisme.
- 28 juin à Metz : Gustave Humbert (1822-1894), homme politique français de la IIIe République. Il fut député de la Haute-Garonne de 1871 à 1875, sénateur de 1875 à 1894 et ministre de la Justice et des Cultes en 1882[5].
- 25 juillet à Saint-Dié : Victor Franck, photographe français, mort dans la même ville le 29 septembre 1879.
- 25 septembre Bar-le-Duc : Henri de Beurges, homme politique français décédé le 8 mai 1912 à Ecot-la-Combe (Haute-Marne).
- 22 novembre à Mittelbronn : Augustin Schoeffler ou Schœffler[6] (1822-1851) est un saint et martyr français de l'Église catholique et membre de la Société des missions étrangères de Paris. Prêtre en Lorraine, il rejoint les Missions Étrangères de Paris en 1846. Il a travaillé comme missionnaire en Indochine et fut l'un des deux missionnaires français martyrisés au Tonkin (nord du Viêt Nam) entre 1847 et 1851.
- 13 décembre à Hinckange : Pierre-Louis Pierson, mort le 22 mars 1913,  photographe portraitiste français. Son salon était installé au 5 boulevard des Capucines à Paris.
- 24 décembre à Dieuze : Charles Hermite (1822-1901), mathématicien français. Ses travaux concernent surtout la théorie des nombres, les formes quadratiques, les polynômes orthogonaux, les fonctions elliptiques et les équations différentielles. Plusieurs entités mathématiques sont qualifiées d'hermitiennes en son honneur. Il est aussi connu comme l'un des premiers à utiliser les matrices[7].
- 27 décembre à Metz : Isaac Léon Trenel, né le 27 décembre 1822 , mort le 21 août 1890 à Paris, rabbin français[8].

## Décès
- 6 février à Remiremont : Nicolas Janny, né le 19 mars 1749 à Metz, prêtre, pédagogue et grammairien français. Il fut le premier principal du collège de Remiremont.
- 16 mars à Vaux : Pierre Laprun, né le 16 septembre 1737 à Bannes (Champagne), général de division de la Révolution française qui a combattu lors de la guerre d'indépendance d'Amérique et s'est illustré comme général pendant les guerres de la révolution.
- 28 avril, à Metz : Louis Joseph Opsomer, né le 27 février 1737 à Russeignies (Belgique), général de brigade belge de la Révolution française.
- 26 mai à Ancy-sur-Moselle : Nicolas François Blaux, né à Rambervillers le 5 septembre 1729, membre de la Convention et député au Conseil des Anciens.
- 7 juin à Saint-Mihiel : Jean-Joseph Marquis, homme politique français né le 14 août 1747 à Saint-Mihiel (Meuse).
- 15 septembre à Metz : Alexandre Lalance (1771 – 1822), général de la Révolution française et du Premier Empire.